# Гордана Бенич
Гордана Бенич (на хърватски: Gordana Benić) е хърватска журналистка, поетеса и писателка на произведения в жанра лирика и поетична проза.

## Биография и творчество
Гордана Бенич е родена на 1 декември 1950 г. в Сплит, Хърватия, Югославия.
Завършила е хърватистика и философия във Философския факултет в университета в Задар и има следдипломно обучение по литература и докторат по литература във Философския факултет на Загребския университет.
Пише за събитията и проблемита на културата в седмичния „Форум“ в ежедневника „Слободна Далмация“. За нейната професионална журналистическа работа е удостоена с наградата „Вичко Андрич“ през 2000 г. Вестникарските ѝ статии, тематично свързани с двореца на Диоклециан в Сплит, са публикувани в книгата „Godina Sfinge“ (Година на Сфинкса) през 2004 г.
Първата ѝ книга, стихосбирката „Soba“ (Стая), е издадена през 1982 г. В нея описва своите интимни пространства и изследва лични емоции, проникнати от изрично и отчетливо средиземноморска перспектива.
Произведенията ѝ са представени в много местни и чуждестранни антологии на съвременната хърватска поезия. Нейната поезия е преведена на дузина чужди езици, а книгите ѝ са преведени на френски и немски.
Тя е автор на стихове в проза. Със специфични обрати в поетичното въображение тя въвежда този поетичен тип в пространства с голяма широта и обхват. В своите поетични книги съчетава нереалното и виртуалното, земното и космическото, привидни оптимизъм и трагедия до неузнаваемост. В последните си колекции засяга определен вид илюзионизъм, създавайки магически хроники и космически карти, като по този начин издига иновативната си поетика до нивото на планетарната рапсодия.
За творчеството си е удостоена с редица награди: наградата „Тин Уевич“на Дружеството на хърватските писатели, наградата „Вичко Андрич“ за журналистика на Министерството на културата, наградата „Горанов венец“ за цялостно творчество, и др.
Тя е член на Дружеството на хърватските писатели и на хърванския ПЕН клуб.
Гордана Бенич живее със семейството си в Сплит.

### Награди
- 1998 – награда „Тин Уевич“ за стихосбирката „Laterna Magica“
- 2000 – награда „Вичко Андрич“ от Министерството на културата за професионална журналистическа работа в културното приложение „Форум“ на ежедневника „Слободна Далмация“
- 2006 – стихосбирката „Unutarnje more“ (Вътрешно море) e обявена за най-добрата през годината от радиокритиците на поетичната продукция в Хърватия
- 2007 – стихотворението „Glasovi u luci“ (Гласове в пристанището), от сборника „Laterna Magica“, в уеб-списанието на PIW „Poetry International“ е избрано през март 2007 г. за „Поема на седмицата“
- 2014 – награда „Горанов венец“ за поезия
- 2017 – награда на Дружеството на хърватските писатели за литература за стихосбирката „Nebeski ekvator“

## Произведения

### Поезия
- Soba (1982)
- Kovači sjene (1987)
- Trag Morie (1992)
- Dubina (1994)
- Laterna Magica (1998)
- Balada o neizrecivom (2003)
- Unutarnje more; izabrane pjesme (2006) – избрана поезия, редактор Звонимир Мрконич
- Svijet bez predmeta (2007)
- Banalis Gloria (2009)
- Nebeski ekvator (2015)
- Bijeli šum (2019)

#### Серия „Дворецът“ (Palača)
1. Palača zarobljenih snova – imaginarni putopisi (2012)
2. Palača nezemaljskih snova – psihogrami (2013)
3. Palača svjetla i sjene – kozmogrami (2014)
4. Palača posljednjih kartografa (2017)

### Други
- Godina Sfinge; publicistika, tematski vezana uz Dioklecijanovu palaču u Splitu (2003)